# Ibaraki (cidade)
Ibaraki (茨城町, Ibaraki-machi) é uma cidade japonesa localizada no Distrito de Higashiibaraki, na província de Ibaraki. 
Em 2020, a cidade tinha uma população estimada em 31.596 habitantes em 12.052 domicílios e uma densidade populacional de 260 h/km². A área total da cidade é de 121,58 km².

## Geografia
Localizada no centro da Prefeitura de Ibaraki, ao sul da capital da província de Mito, Ibaraki está localizada na região das planícies próximas ao Oceano Pacífico e quase abrange o Lago Hinuma, o 30º maior corpo de água doce do Japão.

## Municípios vizinhos

### Prefeitura de Ibaraki
- Mito
- Omitama
- Kasama
- Hokota
- Oarai

## Clima
Ibaraki tem um clima continental úmido (Köppen Cfa ) caracterizado por verões quentes e invernos frios com leve queda de neve. A temperatura média anual em Ibaraki é 13.9° C. A precipitação média anual é de 1367mm sendo setembro o mês mais chuvoso. A temperatura média do mês de Agosto, o mês mais quente do ano, é de 25,7° C, e o mais baixo em janeiro, em torno de 3,1° C. 

## Demografia
De acordo com os dados do censo japonês,  a população de Ibaraki permaneceu relativamente estável nos últimos 40 anos.

## História
As aldeias de Nagaoka, Kawane, Kaminoai e Ishizaki foram criadas dentro do distrito de Higashiibaraki e a aldeia de Numasaki foi criada dentro do distrito de Kashima com o estabelecimento do moderno sistema municipal em 1º de abril de 1889. Nagaoka foi elevada à categoria de cidade em 11 de fevereiro de 1955 e se fundiu com Kawane e Kaminoai para formar a cidade de Ibaraki no mesmo dia. Ibaraki anexou a vizinha Ishizaki em 5 de março de 1958. A cidade foi definida para se fundir com Mito, em 8 de dezembro de 2007, mas após a eleição de um novo prefeito em abril de 2007, esses planos foram abandonados.

## Governo
Ibaraki tem uma forma de governo de conselho municipal com um prefeito eleito diretamente e um conselho municipal unicameral de 16 membros. Ibaraki, junto com os vizinhos Hokota e Oarai, contribui com dois membros para a Assembleia da Prefeitura de Ibaraki. Em termos de política nacional, a cidade faz parte do 2º distrito de Ibaraki da Câmara Baixa da Dieta Japonesa .

## Economia
A economia da cidade de Ibaraki é baseada principalmente na agricultura.

## Educação
Ibaraki tem quatro escolas primárias públicas e duas escolas secundárias públicas administradas pelo governo municipal e uma escola secundária pública administrada pelo Conselho de Educação da Prefeitura de Ibaraki.

## Transporte

### Rodovias
- Ibarakimachi-Nishi, entroncamento Ibarakimachi, entroncamento Ibarakimachi-Higashi
- Intercâmbio Ibaraki Kuko Kita, Intercâmbio Ibarakimachi
- Rota Nacional 6

## Atrações turisticas
- Festival Hinuma Hydrangea
- Festival Ibaraki

## Galeria de imagens

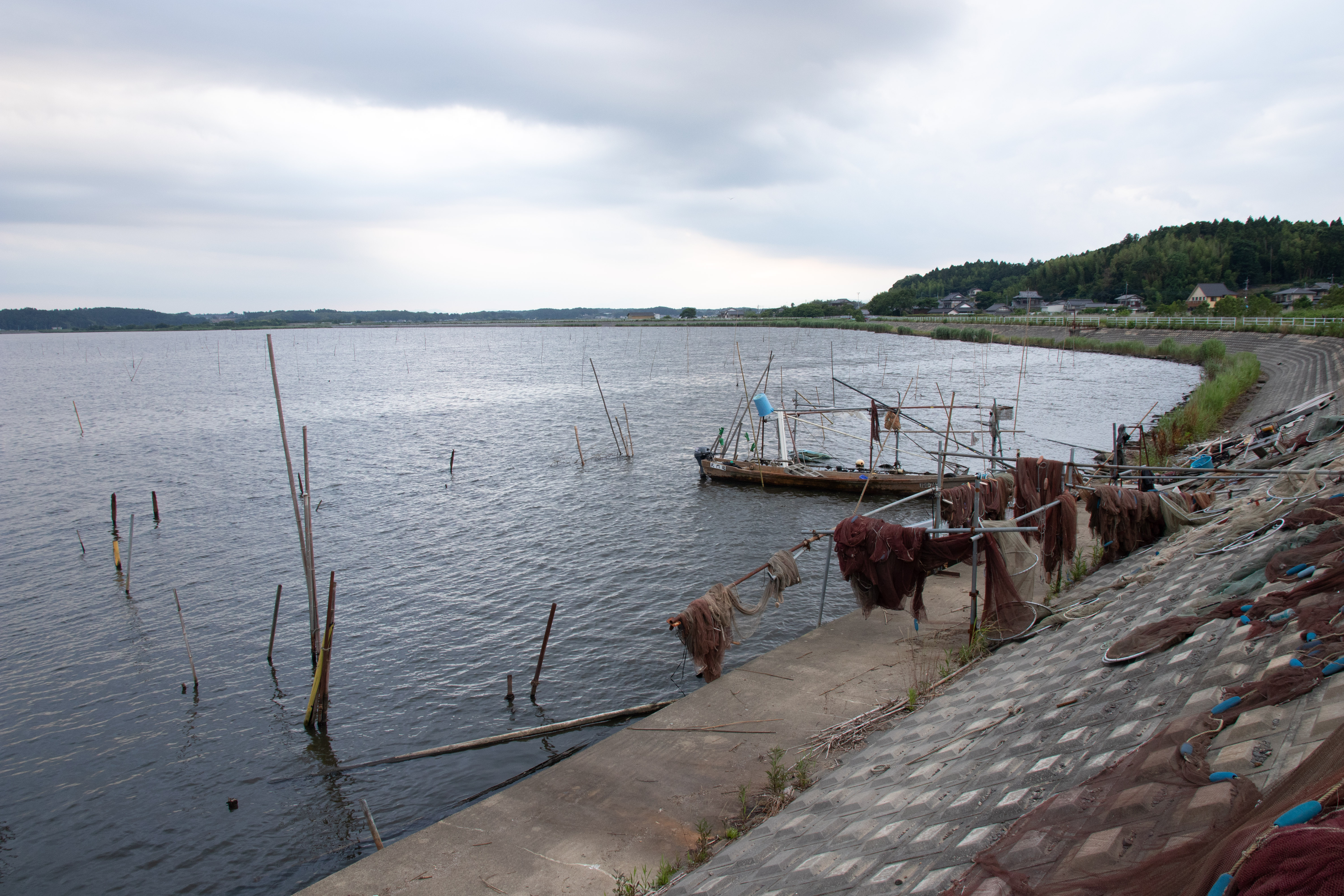
Lago Hinuma em Ibaraki
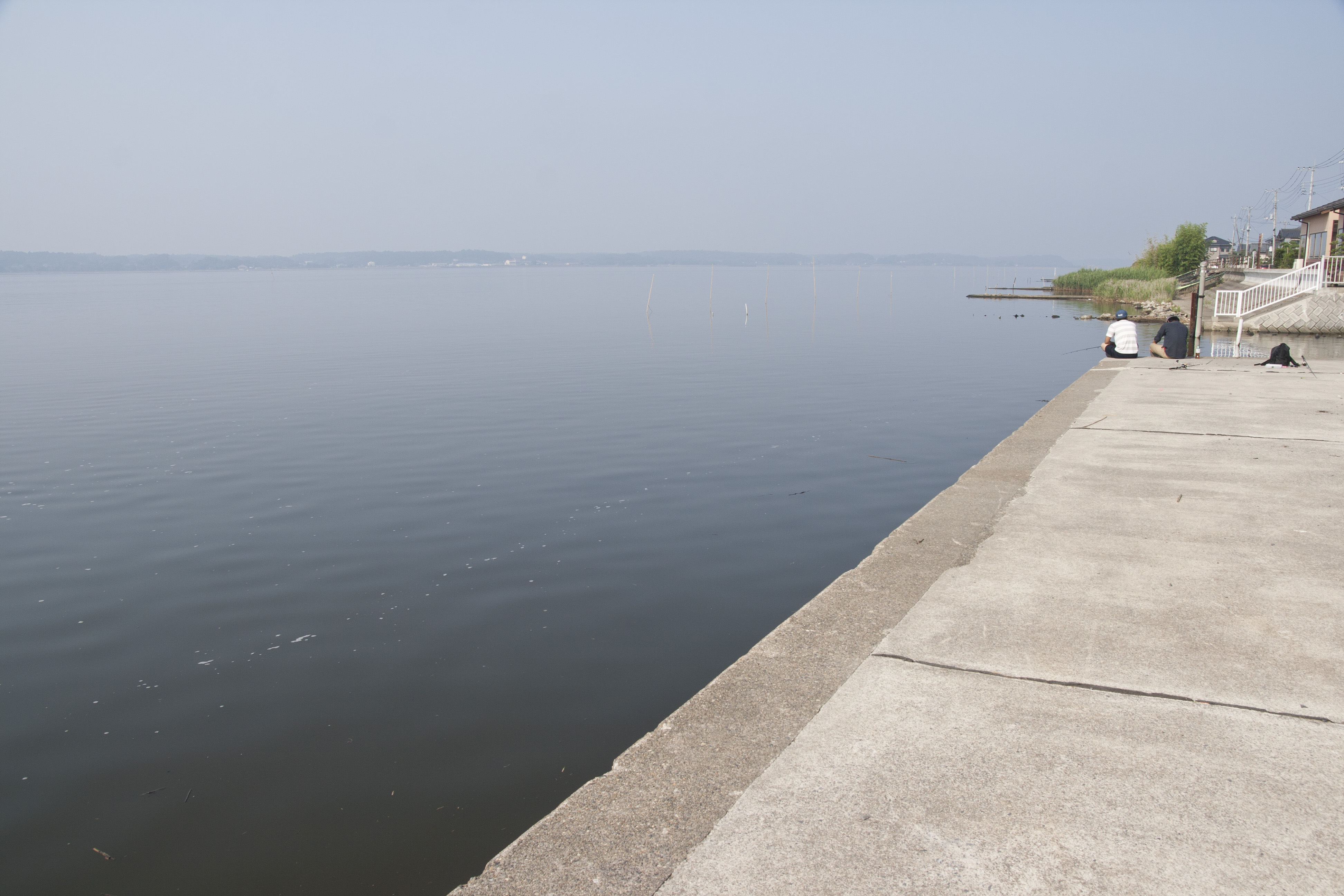
Lago Hinuma em Ibaraki

## Pessoas notáveis de Ibaraki
- Hideaki Tomiyama, medalhista de ouro olímpico no wrestling